# 貓鈴鐺

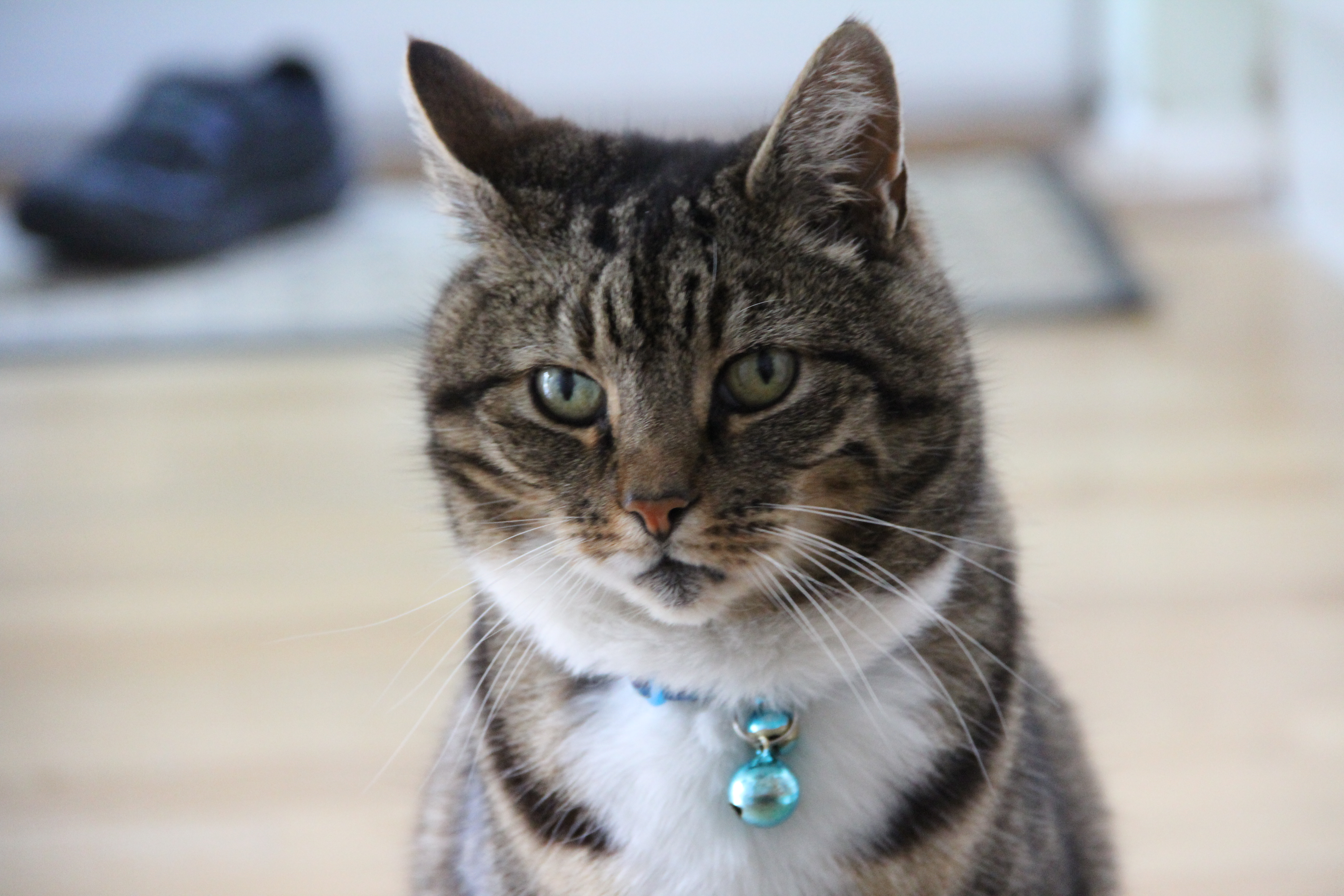
一隻項圈上有鈴鐺的貓咪。

貓鈴鐺（英語：Cat bell）是指飼主在貓脖子的項圈上所繫的鈴鐺。主要用於警告貓的潛在獵物，讓牠們不被貓所傷害。有的貓會學會了走路時不讓鈴鐺發出聲音，因此飼主可能需定期更換鈴鐺。
有些人擔憂貓鈴鐺可能會對貓的聽力造成傷害。此外也有獸醫表示：最好不要在貓脖掛鈴鐺，以防貓一不小心把鈴鐺咬下來吞進肚子裡。

## 文化
「在貓脖子套鈴鐺」是荷蘭民間的一句俗諺。著名畫家老彼得·布勒哲爾在其畫作《荷蘭諺語》中將這句俗諺描繪為一個穿戴盔甲的男子正謹慎地將鈴鐺掛到貓脖子上。